# Федеріко II Піко делла Мірандола
Федеріко II Піко делла Мірандола (італ. Federico II Pico della Mirandola; бл. 1565 — 2 грудня 1602) — князь Мірандоли і маркіз Конкордії у 1597—1602 роках.

## Життєпис
Походив з італійського шляхетського роду Піко. Другий син Людовіко II, сеньйора Мірандоли і графа Конкордія, та його другої дружини графині Фульвії да Корреджо. Народився у Мірандолі близько 1565 року. 1568 року помирає батько, з цього часу виховувався матір'ю. Владу успадковував старший брат принца Галеотто III. Вивчав літературу й філософію у Феррарському університеті. Потім, разом із молодшим братом Алессандро, вивчав юриспруденцію у Падуанському університеті.
З 1592 року Федеріко стає новим сеньйором Мірандолли, оскільки Галеотто III через стан здоров'я зрікся влади. Федеріко II вважав брата співправителем до його смерті у 1598 році. 1593 року розірвав союзницькі відносини з Францією, які були встановлені їх дідом Галеотто II, і становили союзницькі відносини з Рудольфом II Гасбубргом, імператором Священної Римської імперії.
У 1594 році у Феррарі одружився з донькою Альфонсо д'Есте, маркіза Монтеккіо. Наприкінці 1596 року отримав від імператора офіційне «прощення» і були визнані в правах у всіх володіннях роду Піко. Крім того, Мірандола набула статусу міста, сеньйорія Мірандоли була зведена в гідність князівства, а графство Конкордія стало маркграфством. Імперські укази було оприлюднено 25 березня 1597 року. Після цього урочистості тривали три доби і супроводжувалися балами зі святковою ілюмінацією, дзвоном, артилерійськими пострілами, роздачею милостині бідним і амністією.
Став членом Академії цілеспрямованих (італ. Accademia degli intenti) у Павії. У 1597 року завершив відновлення благодійного ломбарду в Мірандолі. У 1602 році підписав угоду з іспанським королем Філіппом III, який надав йому пенсію, що могла передаватися передаватися у спадок. Також стає кавалером ордену Золотого руна. Невдовзі князь Мірандоли помер від гарячки (за іншою версією внаслідок туги за дружиною, яка померла під час епідемії). Йому спадкував молодший брат Алессандро I.

## Родина
Дружина — Іполіта, донька Альфонсо д'Есте, маркіза Монтеккіо
Діти:
- Лодовіко
- Фульфія Леонора